# In the Dark (film 1915)
In the Dark  (Out of the Dark) è un cortometraggio muto del 1915 diretto da Joseph Kaufman. Prodotto dalla Lubin e distribuito dalla General Film Company, il film aveva come interpreti Ethel Clayton, Joseph Kaufman, Jack Standing, Rosetta Brice, Charles Brandt.

## Produzione
Il film fu prodotto dalla Lubin Manufacturing Company.

## Distribuzione
Distribuito dalla General Film Company, il film - un cortometraggio in tre bobine - uscì nelle sale statunitensi il 19 maggio 1915.